# Терри (Монтана)
Терри (англ. Terry) — город и административный центр округе Прери, штат Монтана, США. По данным переписи 2020 года население составило 562 человека.

## История
Место, где сейчас расположен Терри, сначала называлось Джубер-Лендинг (досл. Пристань Жубера), в честь человека, который построил пункт снабжения на реке Йеллоустоун для грузовых судов, следующих из Бисмарка, территория Дакота, в Майлс-Сити, территория Монтана. Когда в 1881 году была построена трансконтинентальная железнодорожная линия Northern Pacific Railway, город был переименован в честь Альфреда Хоу Терри, генерала армии Союза, который командовал экспедицией 1876 года во время кампании Джорджа Армстронга Кастера, направленной против коренных американцев.
В начале XX века Milwaukee Road проложила через Терри трансконтинентальную линию, известную как Pacific Extension. В 1938 году вблизи Терри произошло крушение поезда Кастер-Крик, крупнейшая железнодорожная катастрофа в истории Монтаны. Официальный статус города был присвоен Терри в 1910 году.

## География
Терри находится в Восточной Монтане, примерно в 1 км к югу от реки Йеллоустоун. По данным Бюро переписи населения США, общая площадь города составляет 1,84 км2.
К северу от реки Йеллоустоун находится природный объект, известный как Терри-Бэдлендс, являющийся одним из предметов изучения дикой природы в Монтане.

### Климат
В городе в среднем более 200 солнечных дней в году. Среднегодовое количество осадков составляет 44,7 см.
| Показатель                    | Янв.  | Фев.  | Март | Апр. | Май  | Июнь | Июль | Авг. | Сен. | Окт. | Нояб. | Дек.  | Год  |
| ----------------------------- | ----- | ----- | ---- | ---- | ---- | ---- | ---- | ---- | ---- | ---- | ----- | ----- | ---- |
| Абсолютный максимум, °C       | 18    | 23    | 28   | 34   | 39   | 43   | 44   | 44   | 41   | 34   | 26    | 22    | 44   |
| Средний суточный максимум, °C | −2    | 0,9   | 7,9  | 14,4 | 20,0 | 25,7 | 31,2 | 30,6 | 24,3 | 15,1 | 6,6   | 0,1   | 14,6 |
| Средняя температура, °C       | −8,2  | −5,4  | 1,0  | 7,2  | 13,0 | 18,6 | 22,9 | 21,9 | 15,8 | 7,7  | −0,1  | −6,1  | 7,4  |
| Средний суточный минимум, °C  | −14,4 | −11,8 | −5,8 | 0,1  | 5,9  | 11,4 | 14,7 | 13,3 | 7,4  | 0,4  | −6,7  | −12,4 | 0,2  |
| Абсолютный минимум, °C        | −43   | −41   | −37  | −21  | −12  | −3   | 1    | −2   | −9   | −23  | −35   | −44   | −44  |
| Норма осадков, мм             | 7,4   | 8,6   | 11   | 36   | 64   | 60   | 48   | 33   | 30   | 23   | 9,4   | 8,1   | 28,2 |
| Источник: NOAA                |       |       |      |      |      |      |      |      |      |      |       |       |      |

## Население
| Год переписи                    | Нас. |  | %±     |
| ------------------------------- | ---- |  | ------ |
| 1920                            | 794  |  | —      |
| 1930                            | 779  |  | −1,9%  |
| 1940                            | 1012 |  | 29,9%  |
| 1950                            | 1191 |  | 17,7%  |
| 1960                            | 1140 |  | −4,3%  |
| 1970                            | 870  |  | −23,7% |
| 1980                            | 929  |  | 6,8%   |
| 1990                            | 659  |  | −29,1% |
| 2000                            | 611  |  | −7,3%  |
| 2010                            | 605  |  | −1%    |
| 2020                            | 562  |  | −7,1%  |
| 1920–2020 U.S. Decennial Census |      |  |        |

### Перепись 2010 года
По данным переписи населения 2010 года, в Терри проживало 605 человек, было 292 домохозяйств и 168 семей. Плотность населения составила 329 жителей на квадратный километр. В городе было 357 единиц жилья со средней плотности 194,1 единицы на квадратный километр. Расовый состав города был следующим: 96,5% белых, 0,2% коренных американцев, 0,7% азиатов и 2,6% представителей двух или более рас. Латиноамериканцы любой расы составляли 0,7% населения.
Из 292 домохозяйств в 17,1% проживали дети в возрасте до 18 лет, в 50,3% проживали супружеские пары, в 5,8% проживали женщины-домохозяйки без мужей, а в 1,4% жили мужчины-домохозяева без жен, а 42,5% состояли из несемейных людей. 38,4% всех домохозяйств состояли из отдельных лиц, а в 22,2% проживали одинокие люди в возрасте 65 лет и старше. Средний размер домохозяйства составлял 2,00 человека, а средний размер семьи — 2,62 человек.
Средний возраст в городе составлял 57 лет. 17,7% жителей был моложе 18 лет; 3,1% от 18 до 24 лет; 15,6% от 25 до 44 лет; 31,3% от 45 до 64 лет; и 32,4% 65 лет и старше. Гендерный состав города составлял 48,3% мужчин против 51,7% женщин.

### Перепись 2000 года
По данным переписи населения 2000 года, в Терри проживало 611 человек, было 294 домохозяйств и 171 семей. Плотность населения составила 334 жителя на квадратный километр. В городе было 387 единиц жилья со средней плотности 211,9 единиц на квадратный километр. Расовый состав города был следующим: 97,55% белых, 0,33% коренных американцев, 0,33% азиатов и 0,16% представителей других рас и 1,64% представителей двух или более рас. Латиноамериканцы любой расы составляли 0,98% населения.
Из 294 домохозяйств в 18,7% проживали дети в возрасте до 18 лет, в 53,1% проживали супружеские пары, в 3,7% проживали женщины-домохозяйки без мужей, а 41,5% состояли из несемейных людей. 39,1% всех домохозяйств состояли из отдельных лиц, а в 23,5% проживали одинокие люди в возрасте 65 лет и старше. Средний размер домохозяйства составлял 2,00 человека, а средний размер семьи — 2,62 человек.
Средний возраст в городе составлял 53 года. 17,2% жителей были моложе 18 лет; 3,6% от 18 до 24 лет; 15,1% от 25 до 44 лет; 32,9% от 45 до 64 лет; и 31,3% 65 лет и старше. Гендерный состав города составлял 48,3% мужчин против 51,7% женщин.
Средний доход домохозяйства в городе составлял 25 294 доллара, а средний доход семьи — 34 531 доллар. Средний доход мужчин составил $25 938, а женщин — $21 538. Доход на душу населения в городе составил $15 093. Около 3,5% семей и 8,4% населения находились за чертой бедности, в том числе 4,9% жителей младше 18 лет, и 15,9% жителей старше 65 лет.

## Культура

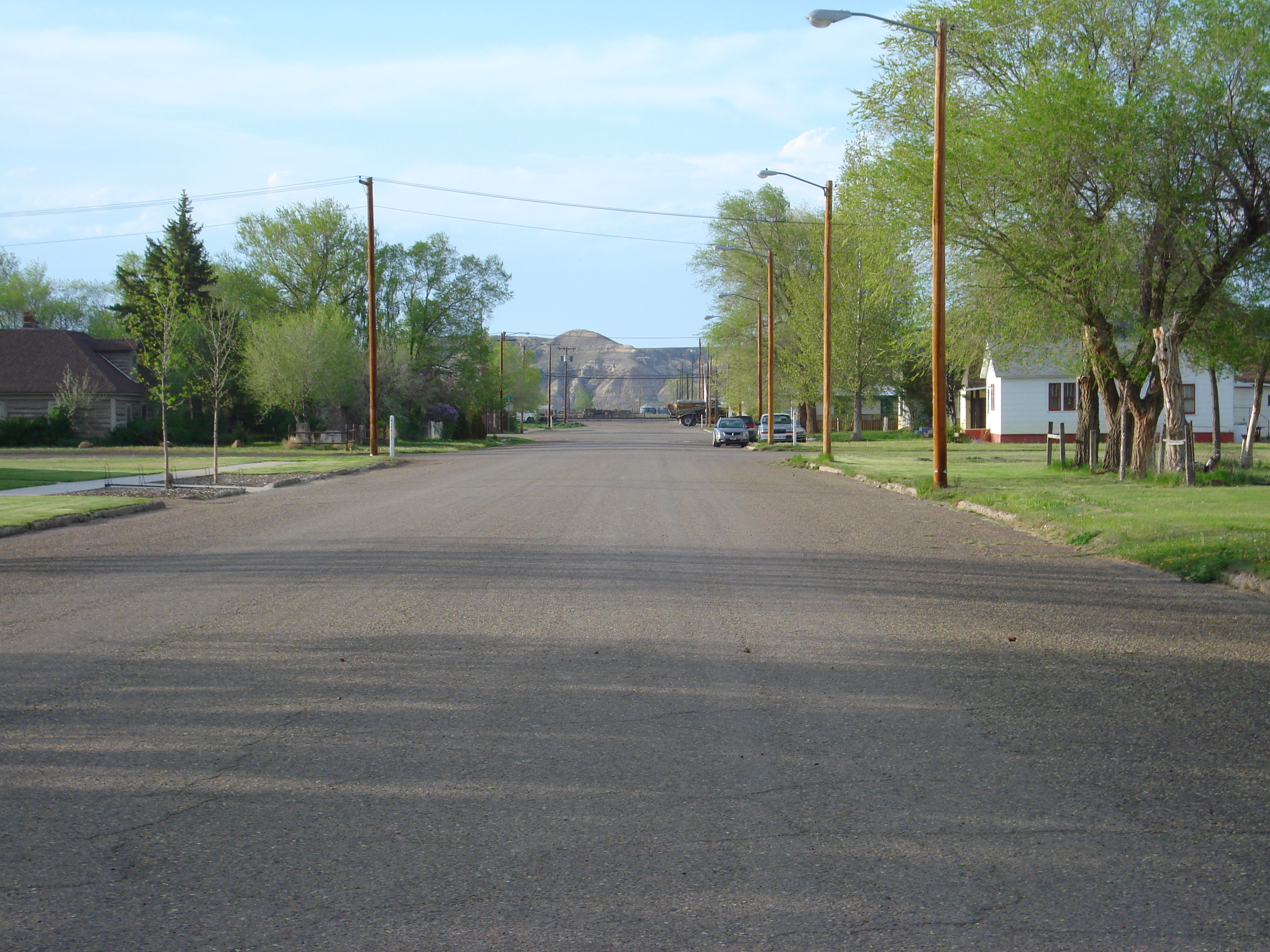
Терри в мае 2009 года.

### Мероприятия
Ежегодно в Терри проводится несколько фестивалей. Самым крупным из них является «Terry Yippie», общегородская ярмарка барбекю и игр, которая проводится в Центральном парке. Осенью часто также проходит Гала-вечер Эвелин Кэмерон. В августе в Фермерском парке Терри проводится ярмарка округа Прери.

### Туризм
Главными достопримечательностями города являются природный парк Терри-Бэдлендс и музей Эвелин Кэмерон. Также предпринимаются усилия по развитию экотуризма, включая проект Americorps VISTA по созданию сети троп для туристов и любителей кемпинга вблизи города. 
В Терри находится исторический отель Кемптон, который является старейшим постоянно действующим отелем в Монтане, работающим с 1902 года. В отеле останавливались такие люди, как президент США Теодор Рузвельт и жительница фронтира Бедовая Джейн.

## Правительство

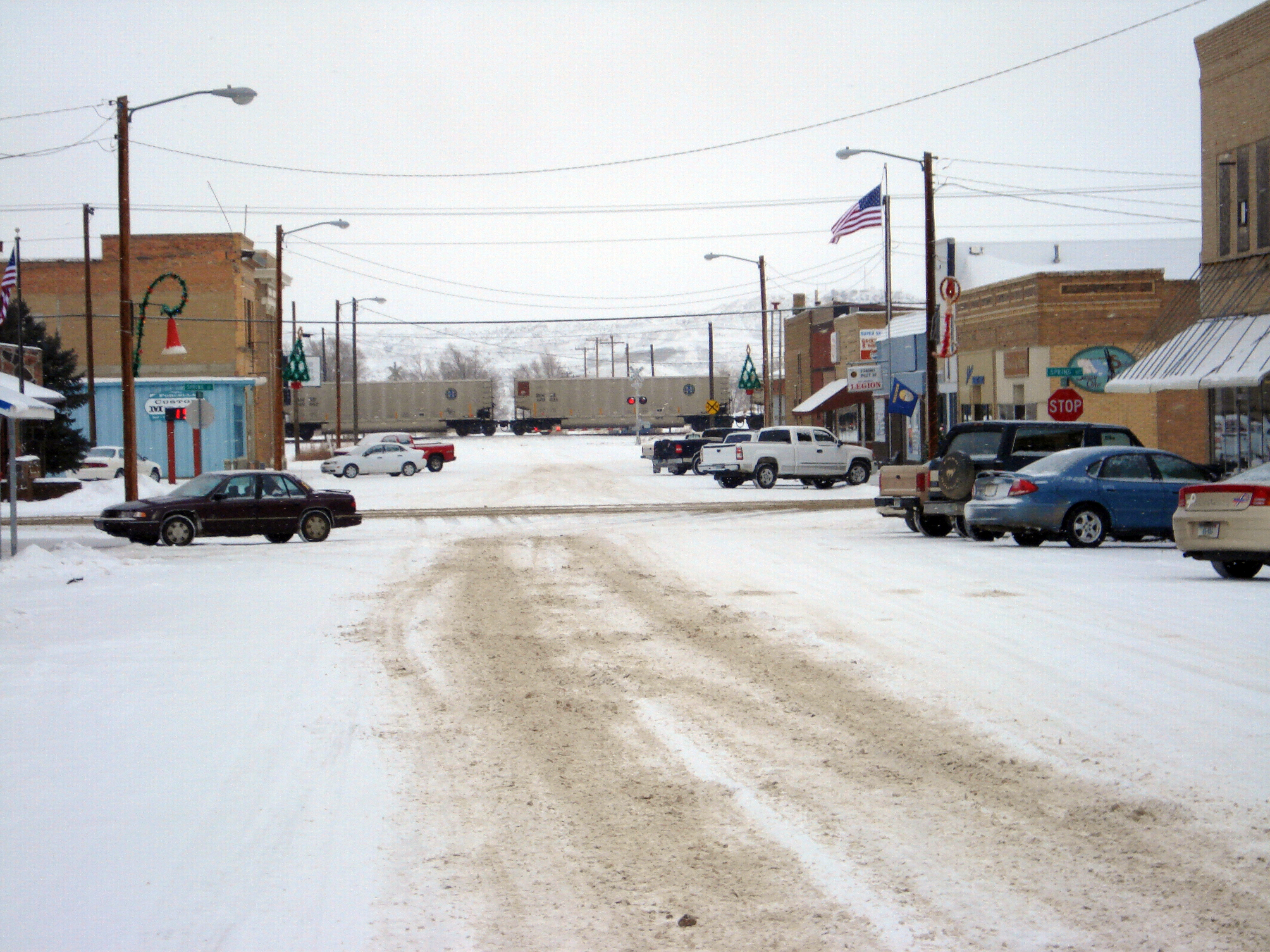
Терри в январе 2009 года.

Терри управляется правительством, состоящим из мэра и городского совета. Действующим мэром является Ролан Кристофферсон. Городской совет состоит из четырех членов совета, представляющих два городских округа.

## Районы
Даунтаун
Район Йеллоустоун
Западный город
Центральный парк Терри

## Образование
Все школы округа Прери находятся в Терри. В начале учебного года 2007–08 число учащихся в школах K-12 составляло 125 человек. В 1985 и 1987 годах спортивные команды Терри выигрывали чемпионаты штата по американскому футболу с 1985 по 1987 год. Они занимали второе место еще 4 раза в 1980-х и 1990-х годах. Они также выигрывали титулы по волейболу в 1988, 1989 и 2010 годах.
Город обслуживается Библиотекой округа Прери.

## Медиа
В Терри издается единственная местная газета — Terry Tribune, основанная в 1908 году, также выходит в электронном виде.

## Инфраструктура
Город находится к северу от межштатной автомагистрали 94, на перекрестке шоссе 10 и 253.
В 1,6 км к юго-востоку от центра Терри находится местный аэропорт.

## Известные люди
- Норм Кларк — журналист, обозреватель светской хроники
- Эвелин Кэмерон[англ.] — фотограф
- Донна Люси[англ.] — писательница.
- Роберт М. Лоузи[англ.] — метеоролог и офицер ВВС США.